# Stictoptera discoviridis
Stictoptera discoviridis là một loài bướm đêm trong họ Noctuidae.